# Bibi Abel
Bibi Abel ist eine deutsche Videokünstlerin und Sängerin.

## Leben
Bibi Abel studierte freie Kunst in Köln und absolvierte anschließend eine Weiterbildung zur Multimedia-Entwicklerin. Ab 2001 war sie Mitglied des Künstlerduos fuck yourself service mit dem Schwerpunkt Video und Installation. Gastengagements als Videokünstlerin führten sie unter anderem an die Schauspielhäuser von Bochum, Düsseldorf, Essen, Graz, Köln und Zürich, an das Maxim Gorki Theater in Berlin, das Theaterhaus Gessnerallee in Zürich und das Famous Door Theatre in Chicago.
Im Bereich Musiktheater verbindet sie eine langjährige Zusammenarbeit mit der Oper Frankfurt. Weiters gastierte sie auch am Aalto-Theater und an der Philharmonie Essen, am Saarländischen Staatstheater sowie an der Bayerischen Staatsoper in München. Sie arbeitet unter anderem mit den Regisseuren David Alden, David Bösch, Jan Bosse, Vincent Boussard, Agnese Cornelio, Johannes Erath, Heike M. Goetze, Tilmann Köhler, Barrie Kosky, Andreas Kriegenburg, Vera Nemirova, Teresa Reiber, Rafael Sanchez, Keith Warner und Anselm Weber zusammen.
Außerdem ist sie als Musikerin und Sängerin für das Projekt „garage band et moi“ tätig. 2003 veröffentlichte sie gemeinsam mit Gabriel Ananda eine Vinyl des Titels Oh La La La.

## Opernproduktionen (Auswahl)
- 2009: Die tote Stadt von Erich Wolfgang Korngold – Oper Frankfurt, Regie: Anselm Weber
- 2010: The Tempest von Thomas Adès – Oper Frankfurt, Regie: Keith Warner
- 2010: Götterdämmerung von Richard Wagner – Aalto-Theater, Essen, Regie: Barrie Kosky
- 2010–2012: Der Ring des Nibelungen von Richard Wagner – Oper Frankfurt, Regie: Vera Nemirova
- 2011: Tosca von Giacomo Puccini – Oper Frankfurt, Regie: Andreas Kriegenburg
- 2012:  Giulio Cesare in Egitto von Georg Friedrich Händel – Oper Frankfurt, Regie: Johannes Erath
- 2013: Ezio von Georg Friedrich Händel – Oper Frankfurt, Regie: Vincent Boussard
- 2014: La gazza ladra von Gioachino Rossini – Oper Frankfurt, Regie: David Alden
- 2014: La clemenza di Tito von Wolfgang Amadeus Mozart – Bayerische Staatsoper, München, Regie: Jan Bosse
- 2016: Radamisto von Georg Friedrich Händel – Oper Frankfurt im Bockenheimer Depot, Regie: Tilmann Köhler
- 2016: Die Passagierin von Mieczysław Weinberg – Wiener Festwochen, Regie: Anselm Weber (danach auch an der Semperoper Dresden und in Frankfurt)
- 2017: Der Mieter von Arnulf Herrmann – Uraufführung, Oper Frankfurt, Regie: Johannes Erath